# Gyaincain Norbu (homme politique)
Pour les articles homonymes, voir Norbu et Gyancain Norbu.
 (mai 2023).
Gyaincain Norbu (tibétain : རྒྱལ་མཚན་ནོར་བུ་, Wylie : rgyal mtshan nor bu, pinyin tibétain : Gyaincain Norbu ; chinois : 江村罗布 ; pinyin : jiāngcūn luó布) est un homme politique tibétain, membre du Parti communiste chinois.
Jouissant d’une réputation de partisan de l’ordre en raison de ses antécédents dans les tribunaux comme procureur, il a été nommé en mai 1990 président de la région autonome du Tibet, poste où il est resté jusqu’en 1998.
Il a eu pour successeur Lekchog.

## Controverse du panchen-lama
En novembre 1995, Gyaincain Norbu a présidé avec Luo Gan et Ye Xiaowen (en) le tirage au sort au moyen de l’urne d'or, organisé par le gouvernement chinois pour choisir Gyancain Norbu, 11e panchen-lama dans la liste des candidats au titre. L’enfant choisi lors de cette cérémonie s’appelle également Gyancain Norbu, un nom tibétain assez répandu, mais n’est pas apparenté au président. La nomination du 11e panchen-lama fait l'objet d'une controverse, Tenzin Gyatso, le 14e dalaï-lama ayant pour sa part reconnu, en Inde, Gedhun Choekyi Nyima comme panchen lama le 14 mai 1995.

## Article